# Никифоров, Михаил Никифорович
Михаил Никифорович Никифоров (23 октября (4 ноября) 1858, Москва — 10 (23) июня 1915, Москва) — русский учёный-патологоанатом и бактериолог, педагог, доктор медицины, заслуженный профессор Московского университета, проректор Московского университета, директор Института патологической анатомии Московского университета, профессор Московских высших женских курсов.

## Биография

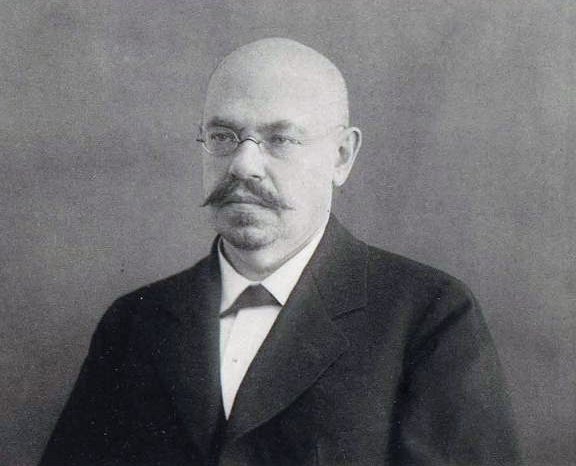
М. Н. Никифоров, 1911

Из мещан. Окончил 3-ю Московскую гимназию (1878) и медицинский факультет Московского университета (1883) с отличием и степенью лекаря. Начал службу на должности экстерна Старо-Екатерининской больницы. Занимался бактериологией и микроскопическими исследованиями, у себя дома на собственные средства оборудовал лабораторию, размещавшуюся в нескольких комнатах. По приглашению И. Ф. Клейна был назначен помощником прозектора при кафедре патологической анатомии Московского университета (1885), где читал демонстративный курс бактериологии для санитарных врачей. Был назначен помощником прозектора кафедры патологической анатомии Московского университета (1885), где читал курс бактериологии для санитарных врачей. После защиты диссертации (1887) «О патологических изменениях селезёнки при возвратной горячке» получил учёную степень доктора медицины и должность прозектора (1888). Для подготовки к профессорскому званию отправлен в командировку за границу (1889—1890), где работал под руководством Р. Вихрова. Сочинение Никифорова «О возрождении соединительной ткани», выполненное на основе экспериментов в одной из европейских лабораторий, стало поворотным пунктом в изучении роли лейкоцитов в заживлении ран и принесло автору широкую известность.
После возвращения из-за границы преподавал в Московском университете патологическую гистологию. Экстраординарный (1894), ординарный (1901) профессор патологической анатомии.
С 1897 года до конца жизни был директором Патологоанатомического института Московского университета, который с 1891 года размещался в новом здании на Девичьем поле. Проректор Московского университета (1913—1915). Создатель Московского общества патологоанатомов.
Заслуженный профессор Московского университета (1913).

## Научная деятельность
Основные труды М. Н. Никифорова посвящены медицинской микробиологии, совершенствованию гистологических и бактериологических методов, гистогенезу грануляционной ткани, возвратному тифу, морфологии хорионэпителиомы.
Изучил строение и развитие грануляционной ткани (1890) и хорионэлителиомы (1896). В 1890 предложил простой метод культивирования анаэробов в камере для культур в висячей капле, опередив на три года П. Вейса. В 1887 разработал способ окраски спирохет в мазках крови и предложил (1888) смесь для фиксации мазков (смесь Никифорова). Окрасил (1892) спирохеты возвратного тифа в ткани селезенки человека. Выяснил роль селезенки в иммунитете. Изучал возбудителя риносклеромы, в 1889 подробно описал его морфологию и культуральные свойства.
Автор атласа по патологической анатомии, трудов по воспалению, регенерации тканей, гистогенезу опухолей. Автор учебника «Основы патологической анатомии» .

## Избранные труды
- Микроскопическая техника (1-е изд., 1885; 5 изд.);
- О патолого-анатомических изменениях селезенки при возвратной горячке (диссертация, 1887);
- О способах исследования соединительной ткани при воспалении («Труды II съезда врачей в п. Пирогова»);
- Дифференциальная диагностика неоплазм и воспалительных новообразований (там же);
- О диффузной ангиосаркоме головного и спинного мозга («Архив неврологии», 1887);
- Ueber das Rhinosclerom («Archiv für exp. Path.», 1888);
- Сифилис сердца («Медицинское Обозрение», 188?),
- Ueber den Bau und Entwickelungsgeschichie des Granulationsgewebs («Ziegler’s Beiträge», 1890);
- Ein Beitrag zu den Culturmethoden der Anaeroben («Zeitschr. f. Hygiene», 1890);
- Ueber die pathol. anatom. Veränderungen des Rückenmarkes in Folge schneller Herabsetzung des barometrischen Druckes (т. XII);
- Атлас патологической гистологии в фототипических микрофотографиях (1900);
- Материалы к вопросу о ложном туберкулезе («Медицинское Обозрение», 1903);
- Очерк патологической гистологии гинекологических заболеваний (1900);
- О расстройствах циркуляции при паренхимноклеточных эмболиях («Медицинское Обозрение», 1902);
- Об изменениях в печени при злокачественных анемиях (1904);
- Основы патологической анатомии (l изд., 1899; 2 изд. 1905)
- Микроскопическая техника (8 изд., 1919);
- Основы патологической анатомии (ч. 1—2, 8 изд., 1931) и др.

## Педагогическая деятельность
Создал крупную школу патологоанатомов, в числе его учеников — академики А. И. Абрикосов и И. В. Давыдовский, профессора В. Т. Талалаев, Н. Ф. Мельников-Разведёнков и др.